# Шетоње
Шетоње је насеље у Србији у општини Петровац на Млави у Браничевском округу. Према попису из 2022. било је 1160 становника.
Овде се налази Црква Светог арханђела Михаила, стара школа и старо гробље у Шетоњу.
У овом месту су рођене сестре Букумировић, њихов брат, Народни херој Мирослав Букумировић, као и генерал Милан Ж. Миловановић (1874-1942).

## Демографија
У насељу Шетоње живи 1256 пунолетних становника, а просечна старост становништва износи 42,6 година (41,0 код мушкараца и 44,0 код жена). У насељу има 431 домаћинство, а просечан број чланова по домаћинству је 3,68.
Ово насеље је великим делом насељено Србима (према попису из 2002. године), а у последња три пописа, примећен је пад у броју становника.
|  |

| Демографија | Демографија | Демографија |
| Година      | Становника  | Становника  |
| ----------- | ----------- | ----------- |
| 1948.       | 2.128       |             |
| 1953.       | 2.190       |             |
| 1961.       | 2.288       |             |
| 1971.       | 2.240       |             |
| 1981.       | 2.216       |             |
| 1991.       | 2.198       | 1.695       |
| 2002.       | 1.585       | 2.173       |
| 2011.       | 1.405       |             |

| Етнички састав према попису из 2002.‍ | Етнички састав према попису из 2002.‍ | Етнички састав према попису из 2002.‍ | Етнички састав према попису из 2002.‍ | Етнички састав према попису из 2002.‍ |
| ------------------------------------ | ------------------------------------ | ------------------------------------ | ------------------------------------ | ------------------------------------ |
|                                      |                                      |                                      |                                      |                                      |
| Срби                                 | Срби                                 |                                      | 1.565                                | 98,73%                               |
| Румуни                               | Румуни                               |                                      | 7                                    | 0,44%                                |
| Македонци                            | Македонци                            |                                      | 4                                    | 0,25%                                |
| Хрвати                               | Хрвати                               |                                      | 2                                    | 0,12%                                |
| Југословени                          | Југословени                          |                                      | 2                                    | 0,12%                                |
| Бугари                               | Бугари                               |                                      | 1                                    | 0,06%                                |
| Бошњаци                              | Бошњаци                              |                                      | 1                                    | 0,06%                                |
| непознато                            | непознато                            |                                      | 3                                    | 0,18%                                |

| Година пописа     | 1948. | 1953. | 1961. | 1971. | 1981. | 1991. | 2002. |
| ----------------- | ----- | ----- | ----- | ----- | ----- | ----- | ----- |
| Број домаћинстава | 460   | 471   | 511   | 503   | 484   | 453   | 431   |

| Број чланова      | 1  | 2  | 3  | 4  | 5  | 6  | 7  | 8  | 9 | 10 и више | Просек |
| ----------------- | -- | -- | -- | -- | -- | -- | -- | -- | - | --------- | ------ |
| Број домаћинстава | 80 | 85 | 44 | 63 | 72 | 48 | 22 | 11 | 2 | 4         | 3,68   |

| Пол    | Укупно | Неожењен/Неудата | Ожењен/Удата | Удовац/Удовица | Разведен/Разведена | Непознато |
| ------ | ------ | ---------------- | ------------ | -------------- | ------------------ | --------- |
| Мушки  | 604    | 150              | 394          | 36             | 23                 | 1         |
| Женски | 705    | 131              | 404          | 142            | 27                 | 1         |
| УКУПНО | 1.309  | 281              | 798          | 178            | 50                 | 2         |

| Пол    | Укупно                    | Пољопривреда, лов и шумарство | Рибарство                            | Вађење руде и камена | Прерађивачка индустрија       |
| ------ | ------------------------- | ----------------------------- | ------------------------------------ | -------------------- | ----------------------------- |
| Мушки  | 381                       | 296                           | 0                                    | 1                    | 12                            |
| Женски | 324                       | 280                           | 0                                    | 0                    | 1                             |
| УКУПНО | 705                       | 576                           | 0                                    | 1                    | 13                            |
| Пол    | Производња и снабдевање   | Грађевинарство                | Трговина                             | Хотели и ресторани   | Саобраћај, складиштење и везе |
| Мушки  | 6                         | 11                            | 16                                   | 10                   | 9                             |
| Женски | 0                         | 0                             | 17                                   | 3                    | 1                             |
| УКУПНО | 6                         | 11                            | 33                                   | 13                   | 10                            |
| Пол    | Финансијско посредовање   | Некретнине                    | Државна управа и одбрана             | Образовање           | Здравствени и социјални рад   |
| Мушки  | 0                         | 3                             | 3                                    | 3                    | 1                             |
| Женски | 0                         | 1                             | 1                                    | 10                   | 6                             |
| УКУПНО | 0                         | 4                             | 4                                    | 13                   | 7                             |
| Пол    | Остале услужне активности | Приватна домаћинства          | Екстериторијалне организације и тела | Непознато            | Непознато                     |
| Мушки  | 5                         | 0                             | 0                                    | 5                    | 5                             |
| Женски | 1                         | 0                             | 0                                    | 3                    | 3                             |
| УКУПНО | 6                         | 0                             | 0                                    | 8                    | 8                             |